# کنترل تسلیحات
کنترل تسلیحات (انگلیسی: Arms control) اصطلاحی برای محدودیت‌های بین‌المللی بر توسعه، تولید، ذخیره‌سازی، تکثیر و استفاده از سلاح‌های سبک، سلاح‌های متعارف و سلاح‌های کشتار جمعی است. از نظر تاریخی، کنترل تسلیحات ممکن است قبل از اختراع سلاح گرم، در مورد سلاح‌های سرد (مانند شمشیر) نیز اعمال شود. کنترل تسلیحات اغلب از طریق دیپلماسی اعمال می‌شود که به دنبال اعمال چنین محدودیت‌هایی بر شرکت‌کنندگان راضی از طریق معاهدات و توافق‌نامه‌های بین‌المللی است، اگرچه ممکن است شامل تلاش‌های یک ملت یا گروهی از ملت‌ها برای اعمال محدودیت‌ها بر یک کشور غیر راضی نیز باشد.